# Henri de Saint-Simon
Claude Henri de Rouvroy, Conte de Saint-Simon (/sænsiːˈmɒn/);franceză: [klod ɑ̃ʁi də ʁuvʁwa kɔ̃t də sɛ̃ simɔ̃]franceză: [klod ɑ̃ʁi də ʁuvʁwa kɔ̃t də sɛ̃ simɔ̃]; n. 17 octombrie 1760, Paris, Regatul Franței – d. 19 mai 1825, Paris, Franța), cunoscut ca Henri de Saint-Simon (în franceză: [ɑ̃ʁi də sɛ̃ simɔ̃]), a fost un politician,economist și socialist utopic francez și om de afaceri ale cărui idei au avut o influență semnificativă asupra politicii, economiei, sociologiei și filosofiei științei. Era o rudă mai tânără a celebrului memorialist,Ducele de Saint-Simon.
Saint-Simon a creat o ideologie politică și economică cunoscută sub numele de Saint-Simonianism /sænsiːˈmɒni.ənɪzəm/care susținea că nevoile clasei muncitoare,trebuiau recunoscute și satisfăcute pentru a avea o societate eficientă și o economie eficientă. Spre deosebire de concepțiile din societățile în curs de industrializare, potrivit cărora o clasă muncitoare era formată exclusiv din muncitori manuali, concepția lui Saint-Simon despre această clasă de la sfârșitul secolului al XVIII-lea includea toți oamenii angajați în ceea ce el considera a fi muncă productivă care contribuia la societate, cum ar fi oamenii de afaceri, managerii, oamenii de știință, bancherii și muncitorii manuali, printre alții. 
Saint-Simon considera că principala amenințare la adresa nevoilor clasei industriale era ceea ce el definea drept „clasa leneșă”: o parte a societății care includea persoane apte de muncă care, în loc să-și folosească munca în beneficiul ordinii sociale și economice, preferau ceea ce el percepea ca o viață parazitară, evitând munca. Saint-Simon a evidențiat nevoia de recunoaștere triplă a meritelor individului, ierarhiei sociale și economiei în sens larg, cum ar fi organizațiile ierarhice, bazate pe merit, formate din manageri și oameni de știință; cei aflați în vârful ierarhiilor ar fi și factorii de decizie în guvern. Saint-Simon a condamnat orice intervenție a guvernului în economie, dincolo de asigurarea unor condiții de muncă productive și reducerea inactivității sociale. Saint-Simon a susținut ceea ce criticii au descris drept mijloace autoritare sau totalitare pentru a-și atinge obiectivele și de a-și împlini obiecte ideologice, spunând că oponenții reformelor sale ar trebui „tratați ca vitele”. 
Recunoașterea conceptuală de către Saint-Simon a meritelor contribuției socio-economice largi și valorizarea cunoștințelor științifice din epoca iluminismului au inspirat și influențat socialismul utopic și l-au influențat pe teoreticianul politic utilitarist John Stuart Mill. Ideile sale au influențat, de asemenea, anarhismul (prin fondatorul său, Pierre-Joseph Proudhon) și marxismul — Karl Marx și Friedrich Engels l-au identificat pe Saint-Simon ca o sursă de inspirație pentru ideile lor și l-au considerat un socialist utopic. Opiniile lui Saint-Simon l-au influențat și pe sociologul și economistul Thorstein Veblen din secolulul al XX-lea, inclusiv pe școala influentă pe care acesta a fondat-o, școala de economie instituțională a lui Veblen.